# Nakuk
Abu-l-Alà Atà ibn Yaqub conegut com a Nakuk (mort el 1098) fou un poeta i secretari del govern gaznèvida. Portava els títols d'amid i kàtib i va exercir diversos càrrecs a la cort gaznèvida o més probablement als seus dominis al Panjab, sota el sultà Ibrahim ibn Massud (1059-99). Nakuk fou un poeta distingit segons els autors que va compondre diwans en àrab i persa i s'esmenta el seu poema Barzu-nama.
Va caure en desgràcia del sultà i fou destituït del seu càrrec i empresonat a Lahore durant 8 anys.
Va morir el 1098 (encara que una altra font indica el 1078).